# Jessa Ziekenhuis
Het Jessa Ziekenhuis is een regionaal ziekenhuis met een universitair karakter in de Belgische stad Hasselt, en het op een na grootste ziekenhuis van de provincie Limburg.
Met zijn 981 erkende bedden is het Jessa Ziekenhuis het op vier na grootste (niet-universitair) ziekenhuis in Vlaanderen. Naast de 3 zorgcampussen; campus Virga Jesse aan de Stadsomvaart, campus Salvator aan de grote ring van Hasselt, en revalidatiecampus Sint-Ursula in Herk-de-Stad, werd er na de fusie van 2010 een vierde logistieke campus opgericht op het industrieterrein Ekkelgarden, waar zich het centraal magazijn en de centrale sterilisatieafdeling van het ziekenhuis bevinden.
Professor Dirk Ramaekers, de voormalig medisch directeur van het Limburgse Jessa Ziekenhuis, staat aan het hoofd van de federale taskforce "operationalisering COVID-19-vaccinatiestrategie".

## Naam
De naam Jessa is afgeleid van de 3 zorgcampussen van het ziekenhuis: JE van Virga Jesse, S van Sint-Ursula, en SA van Salvator.

## Geschiedenis
Het Jessa Ziekenhuis ontstond op 1 januari 2010 uit de fusie van het stedelijke Virga Jesseziekenhuis aan de Stadsomvaart (een stedelijk ziekenhuis) en anderzijds het katholieke Salvator-Sint-Ursula (SASU) ziekenhuis met de Salvatorcampus aan de rand van de stad en de Sint-Ursulacampus in Herk-de-Stad.
Het fusieproces, waarbij de diensten per vestingsplaats worden gehergroepeerd, verloopt over verschillende jaren. In februari 2010 werd de kinderafdeling als eerste samengebracht op de campus Stadsomvaart. In Hasselt werden de beide spoeddiensten in januari 2011 samengevoegd op de campus aan de Stadsomvaart. In maart 2012, werd de afdeling geriatrie in Herk-de-Stad gesloten en overgebracht naar campus Stadsomvaart. De vrijgekomen ruimte werd verbouwd tot een moderne revalidatie-afdeling voor de drie zorgcampussen.

### Salvatorziekenhuis

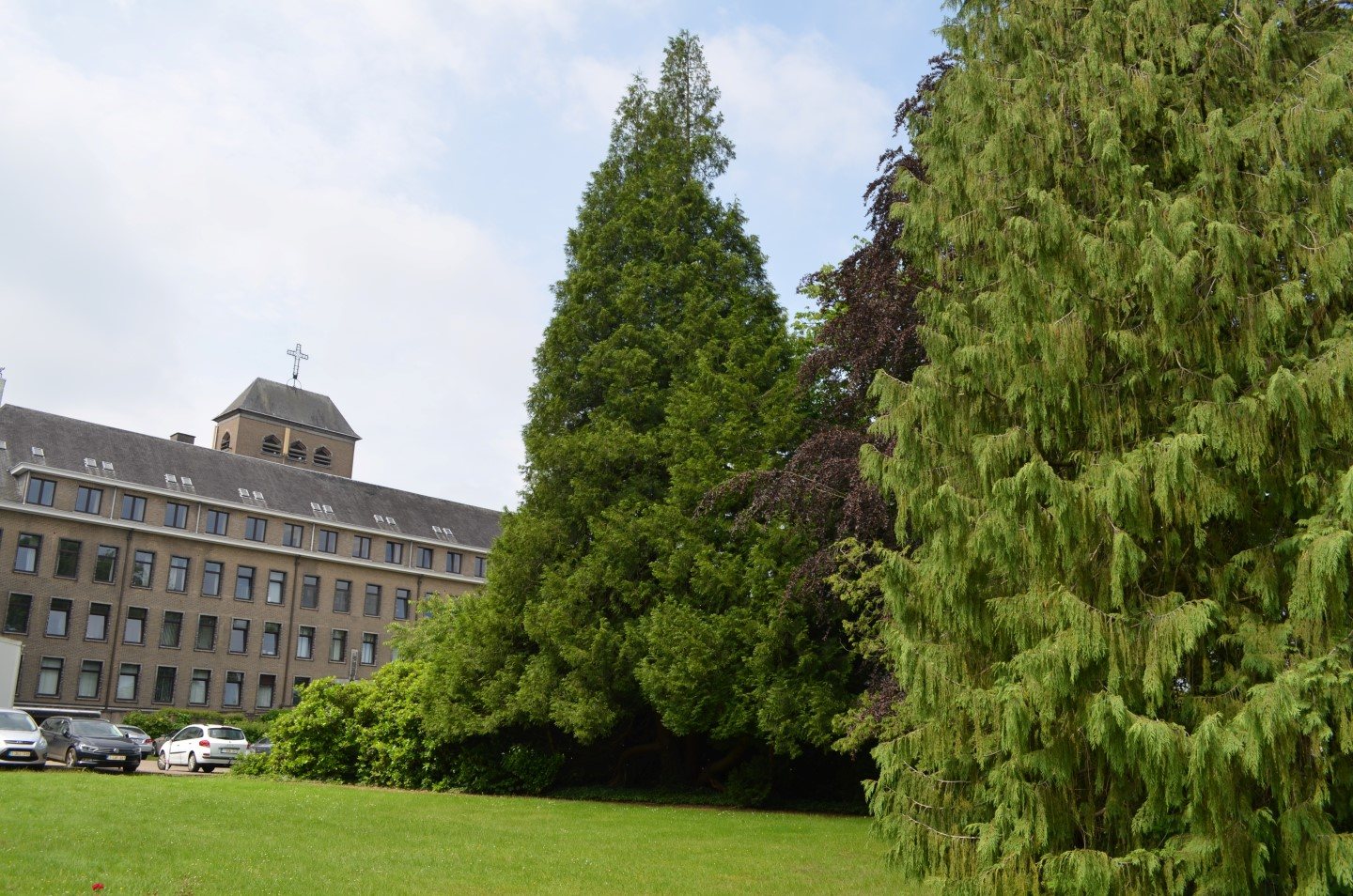
Park en vleugel met kapel van het Salvatorziekenhuis.

In 1924, opende de Salvator-Kliniek op de Luikersteenweg in Hasselt, opgericht door de Salvatorianessen. Deze kliniek was het eerste acute privé ziekenhuis in de Belgische provincie Limburg. Als eigendom van de Zusters Salvatorianessen werd in 1926 een privaat ziekenhuis ondergebracht in het landgoed van kasteel 't Hollandt dat later zou uitgroeien tot het Salvatorziekenhuis. In 1931 werd het Salvatorziekenhuis uitgebreid met een verpleegsterschool, Mater Salvatoris. Later wordt deze school omgevormd tot het Vrij Technisch Instituut (VTI).
Na enkele verbouwingen en uitbreidingen groeide het Salvatorziekenhuis uit tot een van Limburgs grootste privéziekenhuizen. In 1949 werd een nieuw kloostergebouw en in 1950 een nieuwe vleugel van het ziekenhuis voltooid. Van 1962 tot 1964 werden de gebouwen van de nieuwe kliniek opgetrokken.
In 1974 werd er op de campus van het Salvatorziekenhuis ook een rusthuis voor 150 bejaarden geopend. Achter het oude kasteelpark en de vijver werd ook een studentenpeda gebouwd. Sinds 1994 is in het nieuwe, achterliggende kloostercomplex een woon- en zorgcentrum voor dementerenden en alzheimerpatiënten voorzien. Het complex omvat een publieke kapel, een verblijf en rusthuis voor de Salvatoriaanse zustergemeenschap en een rusthuis voor de Witte Zusters van Afrika. Een volledig nieuw rusthuis met 177 bedden en 36 serviceflats zou moeten beantwoorden aan de groeiende behoefte aan bejaardenopvang.
In 1996, fuseert het Salvatorziekenhuis met het Sint-Ursulaziekenhuis uit Herk-de-Stad.

#### Salvator-Sint-Ursulaziekenhuis (SASU)
In januari 2001, kondigen het Sint-Fransiscusziekenhuis van Heusden-Zolder en de ziekenhuizen AZ Salvator-Sint-Ursula met campussen in Hasselt en Herk-de-Stad aan dat ze een fusieovereenkomst afgesloten hebben en voortaan het Christelijk Algemeen Ziekenhuis Midden-Limburg (C.A.Z. Midden-Limburg) zullen heten. Volgens de toenmalige voorzitter Karel Peeters is het C.A.Z. Midden-Limburg het tweede grootste ziekenhuis in Limburg in 2001. Door de fusie zou de capaciteit ruim 663 bedden tellen, 1.200 medewerkers en 160 geneesheren-specialisten. Later, in 2009, wordt de fusie met het Sint-Franciscusziekenhuis ontbonden en gaat het ziekenhuis terug verder onder de naam van het Salvator-Sint-Ursulaziekenhuis. In januari 2010, fuseert het SASU Ziekenhuis met het Virga Jessa Ziekenhuis tot het huidige Jessa Ziekenhuis.

### Sint-Ursulaziekenhuis
Het Sint-Ursulaziekenhuis wordt gesticht in de jaren 1950 van de twintigste eeuw door de Ursulinen van het Ursulinenklooster in Herk-de-Stad, nadat klooster reeds tijdens de Wereldoorlogen dienst had gedaan als Rode Kruispost. In 1996 fuseerde het ziekenhuis met het Salvatorziekenhuis uit Hasselt tot het Salvator-Sint-Ursulaziekenhuis (SASU). Na de fusie met het Salvatorziekenhuis begon het ziekenhuis zich meer en meer te concentreren op revalidatie.

### Virga Jesse Ziekenhuis

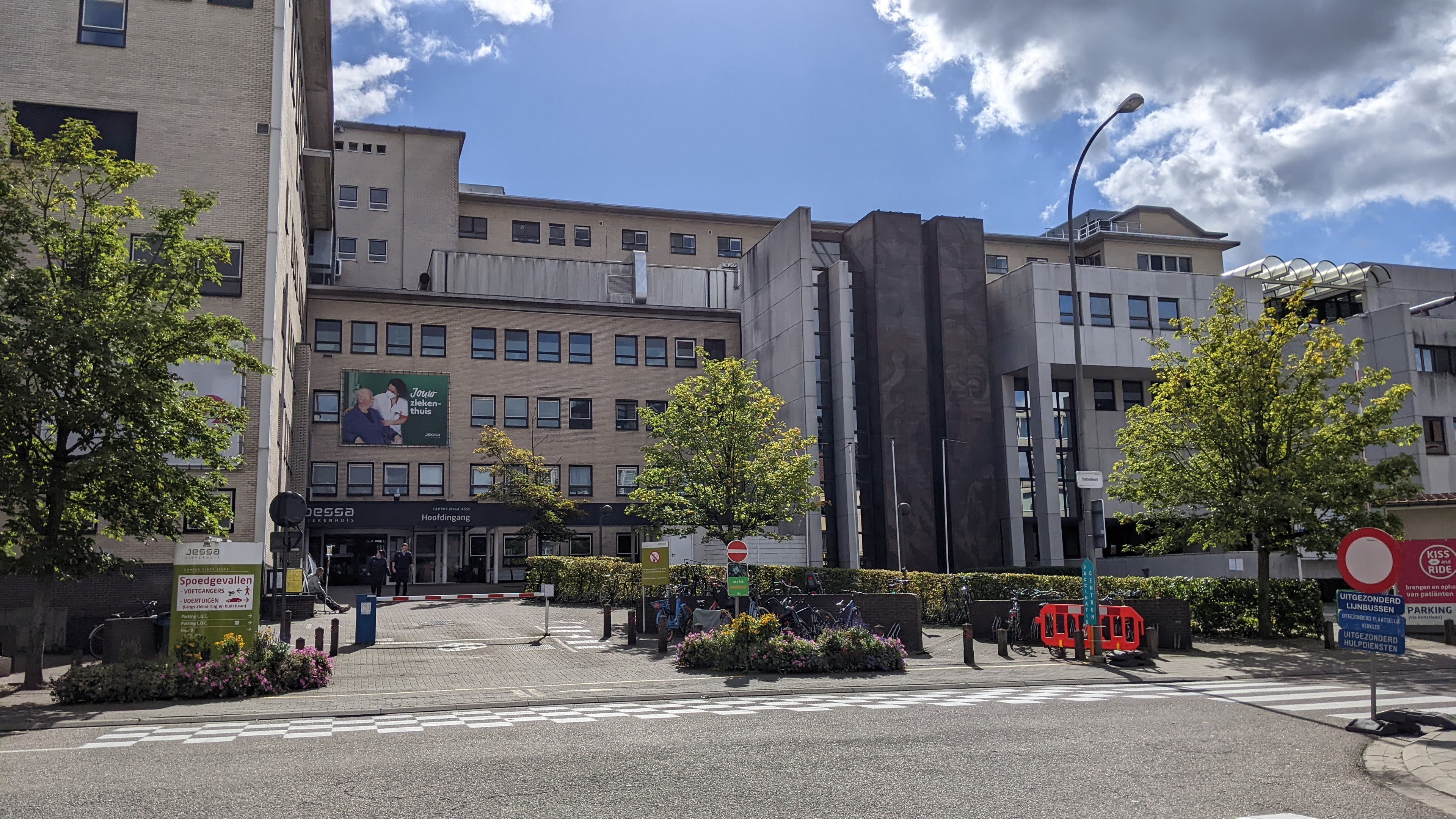
Hoofdingang van de campus Virga Jesse in 2022.

Op 28 mei 1626 nemen drie religieuzen hun intrek in een gebouw aan de Hasseltse Thonissenlaan om er de zieken van Hasselt en omstreken te verzorgen. Het gebouw is een schenking van de stadsmagistraat, maar blijkt al vlug te klein. Zonder het te beseffen, leggen de drie kloosterlingen de basis van wat bijna vierhonderd jaar later een groot en modern ziekenhuis zal zijn.
In 1868 starten de bouwwerken voor een nieuw ziekenhuis langs de Thonissenlaan. Het Valentinusziekenhuis opent 4 jaar later de deuren. Het Valentinusziekenhuis breidt langzaam uit tot een totaal van 140 bedden. Ook deze capaciteit blijkt echter al vlug ontoereikend.
De eerste naoorlogse Commissie van Openbare Onderstand (de voorloper van het OCMW) komt in 1947 in dienst en neemt onmiddellijk de principiële beslissing om een nieuw ziekenhuis te bouwen. Op 23 september 1961 opent de toenmalige burgemeester Bollen het Virga Jesse Ziekenhuis. Het nieuwe ziekenhuis is toegewijd aan Onze-Lieve-Vrouw Virga Jesse, de schutsvrouwe van Hasselt. In 1965 start de bouw van twee bijkomende vleugels van 7 verdiepingen zodat de totale beddencapaciteit uitbreidt tot ruim 600 bedden.
Op 1 januari 1986 neemt het OCMW de Provinciale Kraaminrichting over die bij het Virga Jesse Ziekenhuis wordt gevoegd. De nieuwe kraamafdeling van het ziekenhuis groeit in de daaropvolgende jaren letterlijk en figuurlijk uit tot een van de meest bloeiende afdelingen van het ziekenhuis. Nadat de zusters in 1991 hun klooster inruilen voor een kleinere woning wordt het klooster omgebouwd tot bureelruimte waar de administratie van het ziekenhuis een nieuw onderdak krijgt.
Vanaf de jaren 1990 evolueert het ziekenhuis in een razendsnel tempo. Op 17 maart 1995 opent het Limburgs Oncologisch Centrum (LOC) officieel de deuren in de nieuwe L-vleugel van het ziekenhuis. Het LOC werd drie jaar voordien opgericht als een samenwerkingsinitiatief op het gebied van kankerbestrijding tussen het Salvatorziekenhuis Hasselt, het Sint-Jansziekenhuis Genk (nu Ziekenhuis Oost-Limburg) en het Virga Jesse Ziekenhuis.
In het jaar 2000 verzelfstandigt het Virga Jesse Ziekenhuis van het OCMW en wordt het een autonome verzorgingsinstelling. Het hoogste beheersorgaan van het ziekenhuis is niet langer de OCMW-raad, maar wel een algemene vergadering en een raad van bestuur, met daarin een vertegenwoordiging van de politieke partijen. Het ziekenhuis bouwt tal van samenwerkingsverbanden uit met andere ziekenhuizen.
Op 20 juni 2006, ondertekent het Virga Jesse Ziekenhuis samen met het ziekenhuis Salvator Sint-Ursula (SASU) een ontwerpovereenkomst om te fuseren. De fusie is een feit sinds 1 januari 2010.

### Uitbreiding en nieuwbouw
Het Hasseltse Jessa Ziekenhuis heeft anno maart 2013 een subsidiedossier ingediend bij de Vlaamse overheid voor de bouw van een nieuw ziekenhuis op de huidige campus Salvator. Het dossier voor de nieuwbouw is mee uitgewerkt door een tijdelijke vereniging die bestaat uit vier partners: Osar, Baumschlager & Eberle, Technum en De Gregorio. Het ontwerp wordt een ziekenhuis met twee torens van 20 verdiepingen tegen de E313 in Hasselt. Vanuit de torens hebben patiënten en bezoekers van het ziekenhuis een zicht op Haspengouw aan de ene kant en een nieuw park op de Salvatorcampus dat afloopt tot aan de grote ring van Hasselt. Als de financiering van het project rond is, wordt gestart aan de nieuwbouw vanaf 2023 en zou het project in 2030 klaar moeten zijn. De kosten voor de nieuwbouw worden geraamd op 550 miljoen euro waarvan ongeveer 370 miljoen euro in subsidies van de Vlaamse Overheid komen.

## Diensten
Het Jessa Ziekenhuis begeleidt sinds 2008 patiënten met HIV en in 2019 erkende de overheid het ziekenhuis als HIV-referentiecentrum. Het HIV-referentiecentrum staat onder leiding van Prof. dr. Peter Messiaen, diensthoofd en infectioloog-internist.

## Ziekenhuisnetwerk
Het Jessa Ziekenhuis maakt deel uit van het ziekenhuisnetwerk Andreaz (vroeger het ziekenhuisnetwerk Zuid-West Limburg), samen met het Sint-Trudo Ziekenhuis (Sint-Truiden), het Sint-Franciscus Ziekenhuis (Heusden-Zolder) en het AZ Vesalius (Tongeren). Het ziekenhuisnetwerk biedt diensten aan meer dan 530.000 personen in de provincie Limburg.